# Папучица
Папучица или парамецијум (лат. Paramecium) један је од најпознатијих родова трепљара. Ћелијска мембрана даје сталан облик ћелији папучице. Креће се помоћу трепљи. Дисање се врши целом површином тела. Има две контрактилне вакуоле (за избацивање воде) и два једра — велико и мало.
Храни се ситним честицама (алге, бактерије и сл). Има ћелијска уста од којих води ћелијско ждрело, на крају кога се образује хранљива вакуола. Она врши процес варења хране. Сварени део хране одлази у цитоплазму парамецијума, а несварени остаци се избацују на одређеном месту на телу (ћелијски анални отвор). 
Папучица се размножава и полно и бесполно. Најчешће се размножава бесполно, попречном деобом, а може да се размножава и полно, тако што се два парамецијума приближе један другом, између њих се створи цитоплазматични мостић и они преко њега измењују делове малих једара.
Када наиђу неповољни услови, папучица образује цисту око себе. Док је унутар цисте, она се не храни и не размножава. Када прођу неповољни услови, она се ослобађа цисте и наставља нормалан живот.